# Leśnica
Leśnicaⓘ (nome adicional em alemão: Leschnitz, em silesiano: Leźńica) é um município no sudoeste da Polônia, localizado na voivodia de Opole, no condado de Strzelce e é a sede da comuna urbano-rural de Leśnica. Situa-se na Alta Silésia, na encosta sudeste da montanha de Santa Ana, a uma altitude de cerca de 205 m acima do nível do mar. Nos anos de 1975 a 1998, pertencia administrativamente à antiga voivodia de Opole.
Estende-se por uma área de 14,5 km², com 2 517 habitantes, segundo o censo de 31 de dezembro de 2024, com uma densidade populacional de 174 hab./km².
Leśnica recebeu o foral de cidade em 1217.

## Divisão administrativa
Conforme o Registro Oficial Nacional da Divisão Territorial do País, os distritos de Leśnica são:
- Kowalików
- Księża Wieś
- Stoki.

## Toponímia

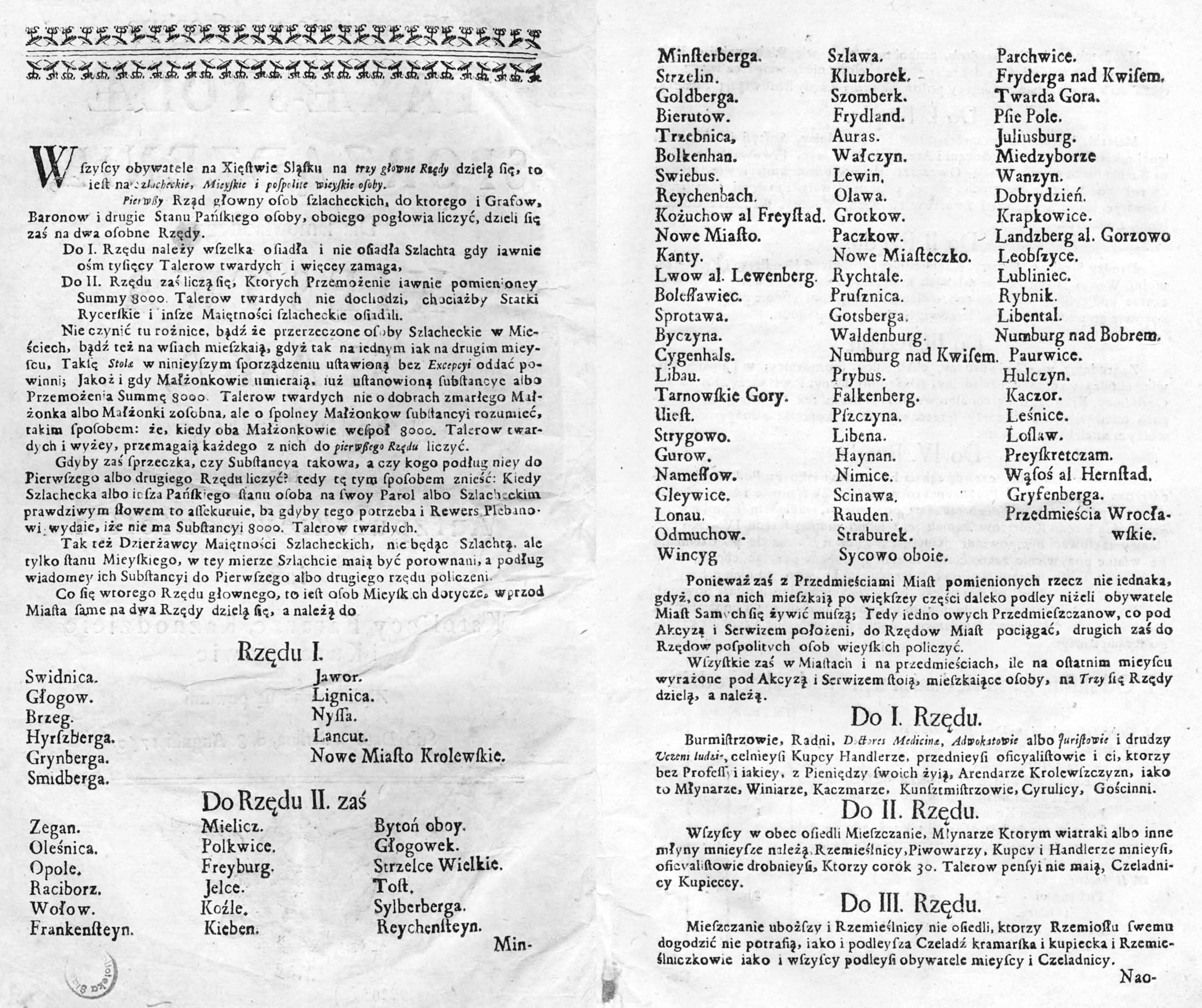
O nome Leśnica entre outros nomes de cidades da Silésia em um documento oficial prussiano de 1750 emitido em polonês em Berlim.

Segundo o professor alemão Heinrich Adamy, o nome da aldeia vem do nome polonês las (floresta). Em seu trabalho com nomes locais na Silésia, publicado em 1888 em Breslávia, ele menciona o nome da vila de Leznitz, dando seu significado  “Ort im Walde”, ou seja, “lugar na floresta” em português. Pela primeira vez, Leśnica foi mencionada no documento de Casimiro I, o duque de Opole de 1217, como Lesnicie.
Na obra Silesiographia de Mikołaj Henelde desde 1613 a aldeia é descrita com o nome latino Lesnitivm e o nome Leßnitz como nome próprio. Em Topographia Bohemiae, Moraviae et Silesiae de 1650 a cidade foi mencionada como Leschnitz ou Leßnitz.
Em um documento oficial prussiano de 1750, publicado em polonês em Berlim por Frederico, o Grande, Leśnice foi mencionado como o nome polonês da cidade.
Na lista alfabética de cidades da Silésia, publicada em 1830 em Breslávia por Johann Knie, a cidade aparece com o nome alemão Lesnitz e o nome polonês Leśnica. O nome polonês na forma Leźnica no livro “Um breve esboço da geografia da Silésia para a ciência inicial”, publicado em Głogówek em 1847, foi mencionado pelo escritor silesiano Józef Lompa.
O dicionário geográfico do Reino da Polônia menciona a cidade como Leźnica, Leśnica e o nome alemão Leschnitz.
Em 1936, devido às raízes polonesas do nome histórico, a administração nazista do Terceiro Reich renomeou o nome germanizado de Leschnitz para um novo nome totalmente alemão — Bergstadt.
O nome atual foi aprovado administrativamente em 12 de novembro de 1946.

## História

### Idade Média
No documento do duque de Opole, Casimiro I de 1217, concedeu à Leśnica, pertencente ao capelão principesco Sebastião e seu irmão Grzegorz, a isenção do ônus da lei principesca nos mesmos termos obtidos pelos “convidados” (hospites), ou seja, colonos alemães anteriormente estabelecidos por este próprio príncipe em Opole e Racibórz. A lei alemã, por meio de encargos mais baixos e maiores liberdades, permitiu um desenvolvimento mais rápido da cidade. O referido documento menciona Leśnica como um acordo de mercado. Este documento permite o reconhecimento de Leśnica como uma das cidades mais antigas desta parte da Silésia. Os duques de Opole deram à cidade um brasão de armas representando uma águia dourada da Alta Silésia contra um fundo azul. O documento de 20 de janeiro de 1257 emitido pelo príncipe Vladislau I mostra que já havia uma igreja paroquial de madeira da Santíssima Trindade em Leśnica. Em 1384, Leśnica foi cercada por muros com três portões: Lichyń, Koźle e Żyrów. Em 1386, a dotação de terra em Leśnica foi entregue a Pakosz de Bierawa. No mesmo ano, os documentos mencionam o balneário da cidade, assim como as oficinas de padeiro, açougueiro e sapateiro.
Em 1429, Leśnica foi incendiada pelos hussitas durante sua incursão pela Silésia. Um documento de 1439 mostra que Strala era o prefeito de Leśnica. Em 1451, toda a cidade foi incendiada, incluindo a igreja e 17 casas fora da cidade. Somente em 1498, uma nova igreja, de São Martinho, foi construída.

### Séculos XVI a XX
A partir de 1638, Leśnica foi propriedade da família Promnitz. Nos anos 1650–1807 a cidade pertenceu à família Colonna, que teve sua sede em Strzelce Opolskie. No século XVIII, Leśnica foi submetida a uma inspeção fiscal em Prudnik. Em 1807, Leśnica deixou de ser uma cidade privada e ganhou governo local. A descrição topográfica da Alta Silésia de 1865 observa que em 1861 a cidade tinha 1 413 habitantes e registra “Die Sprache der Einwohner ist deutsch und polnisch”, ou seja, traduzido para o português “O idioma dos habitantes é alemão e polonês”.
Em 1643, Jerzy Gorecki, médico da corte do Imperador Romano-Germânico e dos reis poloneses, nascido em Leśnica, deixou em seu testamento uma quantia significativa para a fundação de um colégio na cidade. O projeto não foi concretizado, mas com esse dinheiro foi criado em 1653 um fundo de bolsas de estudo que concedia bolsas de quatro anos para estudos teológicos ou médicos a dois residentes de Leśnica e, na falta de candidatos locais adequados em uma determinada seleção, a residentes de todo o ducado de Opole-Racibórz. Essas bolsas foram concedidas até 1939, sendo que, a partir de 1841, além das bolsas para estudos, era possível obter bolsas para o ensino médio, embora em valores significativamente menores. A maioria dos bolsistas conhecidos eram residentes de Leśnica.
Em 1910, Leśnica tinha 1 951 habitantes, dos quais 396 falavam polonês, 197 falavam polonês e alemão e 1 358 falavam alemão. A principal fonte de sustento da população era a agricultura e o artesanato.
Durante a Primeira Guerra Mundial, 165 habitantes de Leśnica morreram, principalmente homens que lutavam nas fileiras do exército alemão.

### Período entre guerras

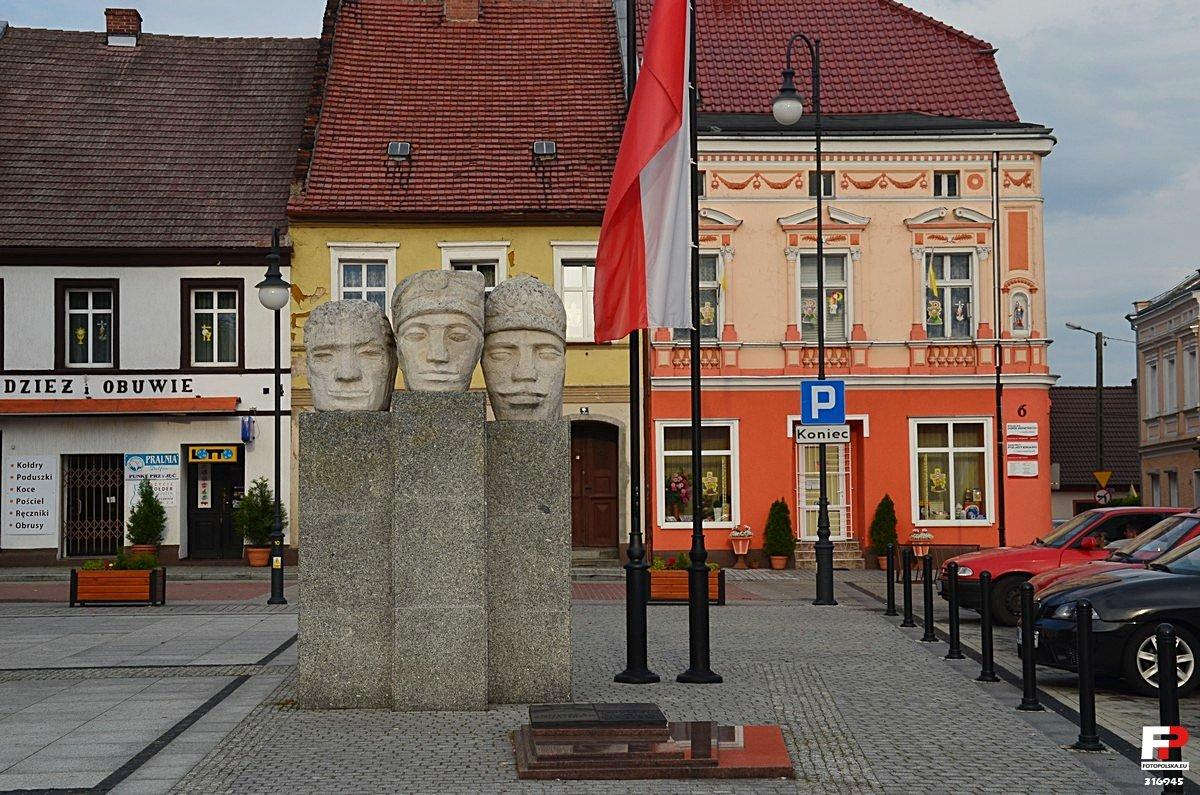
Monumento aos Insurgentes da Silésia

A capitulação da Alemanha e a proclamação da Segunda República Polonesa em 1918 levantaram o assunto da nova demarcação das fronteiras na Alta Silésia. Em Leśnica, localizada na área do condado de Strzelce etnicamente mista, desde 1919 uma unidade da Organização Militar Polonesa da Alta Silésia operou sob a liderança de Antoni Paterok. No entanto, a população alemã era claramente predominante entre os habitantes da cidade: no plebiscito da Alta Silésia em 20 de março de 1921, 899 pessoas foram a favor de permanecer na Alemanha e 101 a favor de ingressar na Polônia.
Durante a Terceira Revolta da Silésia, em maio e junho de 1921, Leśnica e as localidades vizinhas foram palco de combates sangrentos. Em 7 de maio de 1921, às 21h, Leśnica foi conquistada pelo batalhão de infantaria de Paweł Dziewior, do subgrupo “Bogdan”. Para sinalizar a aproximação às posições iniciais para o ataque à cidade, as companhias dispararam foguetes verdes, enquanto o disparo de um foguete vermelho pelo comandante do batalhão significava a ordem para um ataque imediato. Como resultado de uma luta curta, mas feroz, por Leśnica, as baixas humanas do lado dos insurrectos foram mínimas, principalmente devido a estilhaços de granadas de mão. Os alemães retiraram-se de Leśnica pela estrada para Zdzieszowice. Em 9 de maio, foi repelido o contra-ataque alemão na região de Zdzieszowice. Um guarda da vizinha Montanha de Santa Ana lembrou que naquela época havia graves excessos na cidade por parte dos insurgentes — roubos e furtos, que afetaram também o pároco local. Leśnica era o local de estacionamento do comando do regimento de Katowice Walenty Fojkis do Grupo “Oeste”. Em 21 de maio, a cidade foi conquistada pelas forças do Freikorps Oberland do major Friedrich-Wilhelm von Chappuis, da união tática Selbstschutz Oberschlesien (Gruppe “Süd”) de Krapkowice, que avançavam da região de Gogolin para o Monte Santa Ana. Em 22 de maio, Leśnica foi temporariamente reconquistada por subunidades do regimento de W. Fojkis e novamente tomada pelo Freikorps Oberland.
Por fim, a divisão da Alta Silésia em 1922 deixou Leśnica no lado alemão.

### Segunda Guerra Mundial
Em 1934, Leśnica obteve uma conexão ferroviária com Kędzierzyn-Koźle e Strzelce Opolskie. A guerra resultou em inúmeras vítimas entre os habitantes de Leśnica. Em janeiro de 1945, uma frente de batalha se aproximou da cidade, o que também trouxe a morte de muitos de seus civis, incluindo soldados soviéticos assassinaram cerca de 100 enfermos do centro médico. Muitos edifícios foram destruídos então.

### Período pós-guerra
Depois que a frente passou, Paweł Lelonek se tornou o primeiro prefeito de Leśnica. A cidade, permanecendo à sombra de seus poderosos vizinhos industriais, como Kędzierzyn-Koźle e Zdzieszowice, experimentou um fraco desenvolvimento no período pós-guerra. A falta de indústria e o declínio do artesanato mesmo em 1950 ameaçaram com a retirada de seus direitos municipais.

## Demografia
Conforme os dados do Escritório Central de Estatística da Polônia (GUS) de 31 de dezembro de 2024, Leśnica é uma cidade muito pequena com uma população de 2 517 habitantes (32.º lugar na voivodia de Opole e 792.º na Polônia), tem uma área de 14,5 km² (21.º lugar na voivodia de Opole e 450.º lugar na Polônia) e uma densidade populacional de 174 hab./km² (29.º lugar na voivodia de Opole e 880.º lugar na Polônia). Nos anos 2002-2024, o número de habitantes diminuiu 15,2%.
Os habitantes de Leśnica constituem cerca de 3,55% da população do condado de Strzelce, constituindo 0,27% da população da voivodia de Opole.
| Descrição                         | Total      | Total    | Mulheres   | Mulheres | Homens     | Homens   |
| --------------------------------- | ---------- | -------- | ---------- | -------- | ---------- | -------- |
| unidade                           | habitantes | %        | habitantes | %        | habitantes | %        |
| população                         | 2 517      | 100      | 1 299      | 51,6     | 1 218      | 48,4     |
| superfície                        | 14,5 km²   | 14,5 km² | 14,5 km²   | 14,5 km² | 14,5 km²   | 14,5 km² |
| densidade populacional (hab./km²) | 174        | 174      | 89,8       | 89,8     | 84,2       | 84,2     |

## Monumentos históricos

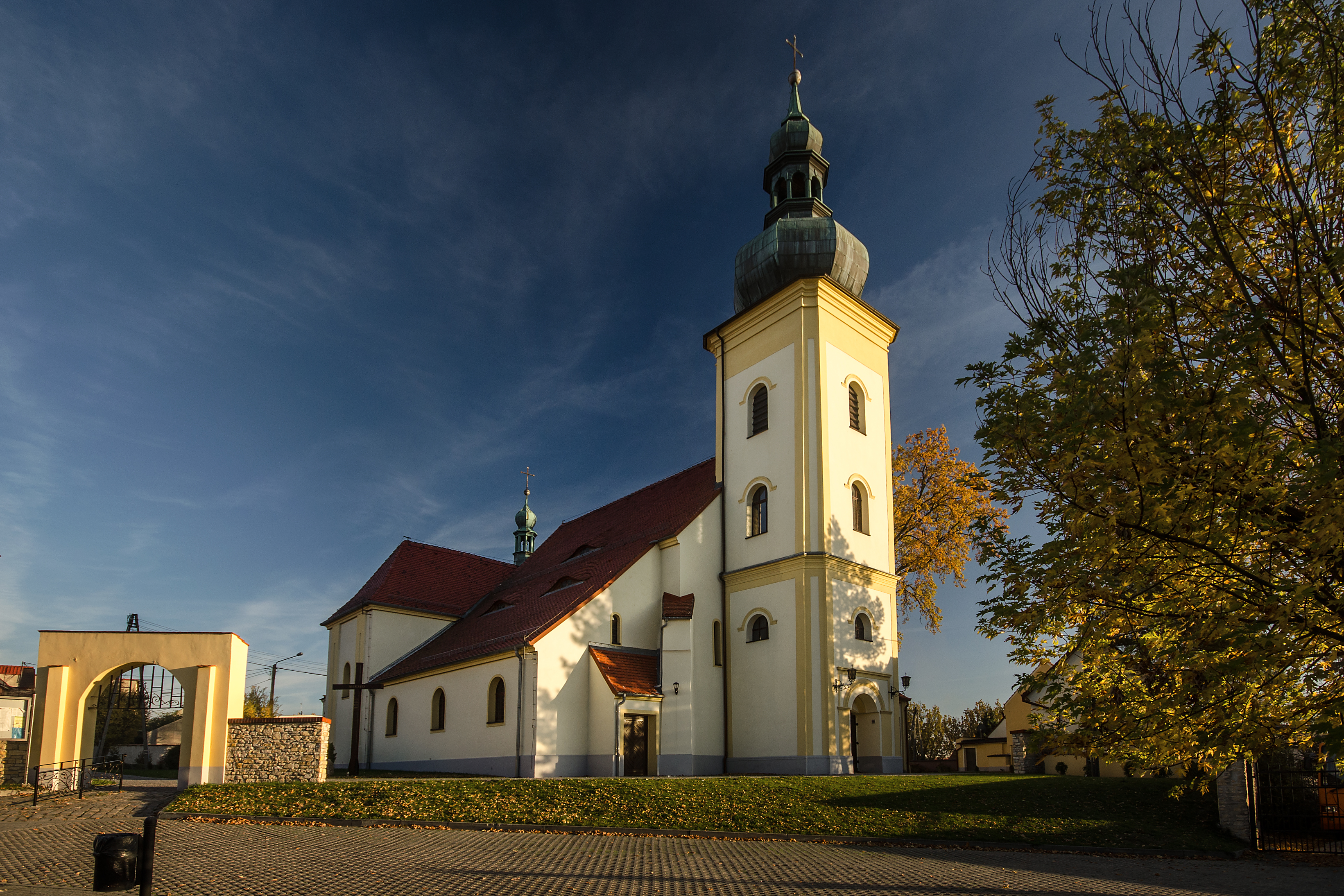
Igreja da Santíssima Trindade

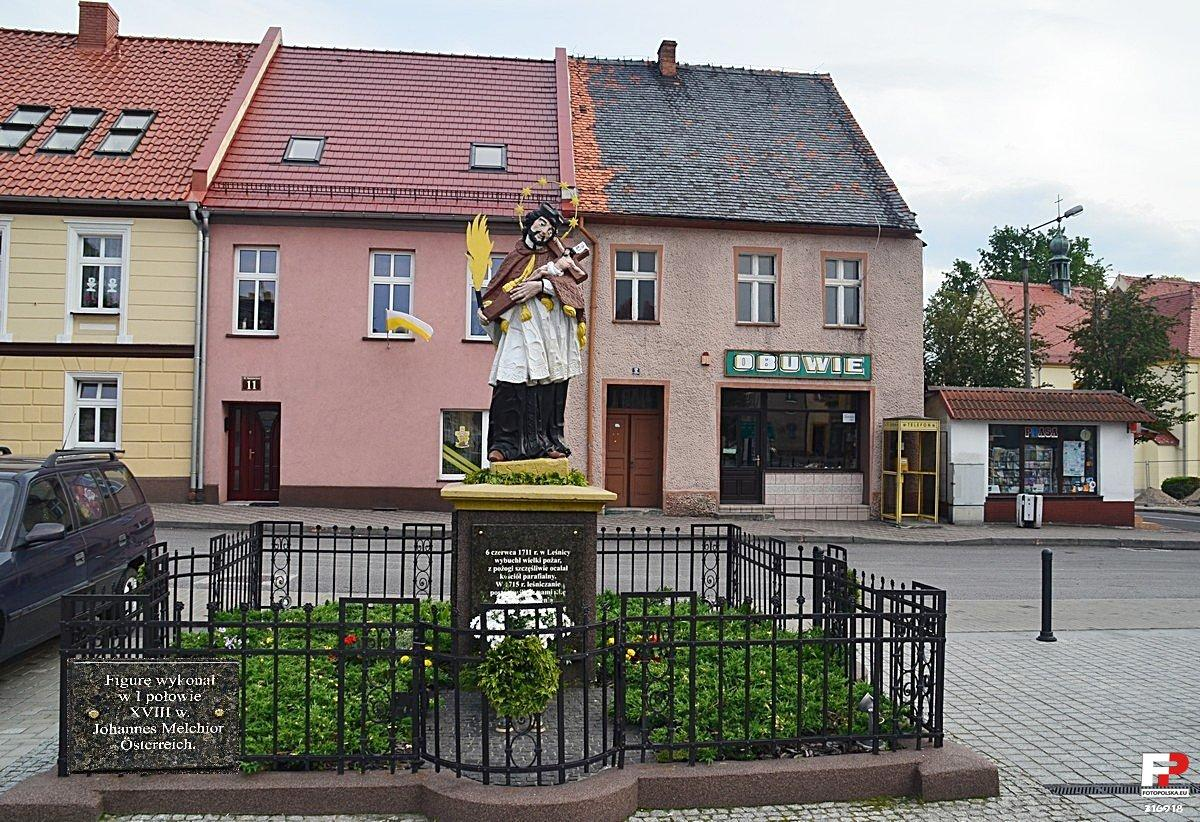
Estátua de São João Nepomuceno

Estão inscritos no registro provincial de monumentos:
- Propriedade histórica, inscrita no livro de registro
- Igreja paroquial da Santíssima Trindade, de 1717, 1843
- Igreja da Sagrada Virgem Maria, século XVI/XVII, século XIX
- Sepultura coletiva dos Insurgentes da Silésia, no cemitério municipal, de 1981
- Estação ferroviária, rua Dworcowa 20–22, de 1933–1936
- Casa, rua Bolesława Chrobrego 11, meados do século XIX (não existente)
- Casa, rua Bolesława Chrobrego 15, meados do século XIX
- Casa, rua Ligonia 2, do início do século XIX
- Casas, rua Ludowa 1, 3, 5, 7, 9, meados do século XIX
- Casa, rua Młyńska 2, meados do século XIX (não existente)
- Casas, na praça principal 4, 7, 8, 12, 22 (não existente), 23, 24, 25 (antiga Praça Narutowicza), do século XVIII/XIX
- Casa, rua Strzelecka 3, do início do século XIX (não existente)
- Moinho de água, rua Porębska 6, do século XIX (não existente)

Outros monumentos:
- Monumento aos Insurgentes da Silésia esculpido na pedra calcária de Pińczów, na Praça Narutowicz[23]
- Monumento às vítimas da Primeira Guerra Mundial na forma de um bloco errático com uma inscrição[23]
- Cemitério judeu

## Esporte e lazer
O clube de futebol LZS Leśnica atua na cidade desde 1947, que se retirou da competição da classe distrital após a temporada 2014/2015.